# Anadenobolus chamberlini
Anadenobolus chamberlini är en mångfotingart som först beskrevs av Christoph D. Schubart 1951.  Anadenobolus chamberlini ingår i släktet Anadenobolus och familjen Rhinocricidae. Inga underarter finns listade i Catalogue of Life.